# NGC 6558
NGC 6558 је збијено звјездано јато у сазвежђу Стрелац које се налази на NGC листи објеката дубоког неба.
Деклинација објекта је - 31° 45' 47" а ректасцензија 18h 10m 18,4s. Привидна величина (магнитуда) објекта NGC 6558 износи 8,6. NGC 6558 је још познат и под ознакама GCL 89, ESO 456-SC62.